# Nicola Sole
Pour les articles homonymes, voir Sole (homonymie).
Nicola Sole (30 mars 1821 - 5 décembre 1859) est un poète italien et militant politique pour l'adoption d'une constitution italienne.

## Biographie
Nicola Sole naît à Senise, dans la province de Potenza, en 1821. Ses parents sont Biagio Antonio et Raffaela Durso, mais à cause de la mort prématurée de son père, il est élevé et éduqué par son oncle archiprêtre, Giuseppe Antonio Sole. En 1831, il est envoyé au séminaire de Tursi, où il étudie jusqu'en 1835. En 1836, il commence à étudier la médecine, d'abord à San Chirico Raparo puis à San Giorgio Lucano. À 19 ans, il part à Naples et abandonne la médecine pour se dédier à la jurisprudence, dont il obtient un diplôme en 1843. Pendant ce temps, il s'intéresse à la littérature et fréquente des salons littéraires importants de l'époque, où le courant politique neoguelfiste de Gioberti règne.
Il part ensuite à Potenza, où il devient avocat et participe aux émeutes de 1848. Il soutient publiquement les demandes d'une Constitution nationale. Victime de la réaction de Ferdinand II, il est emprisonné de 1849 à 1852. En 1853, grâce à son frère prêtre, il obtient l'amnistie. Pour cette raison, il est mis à l'écart de ses compatriotes, et retourne à Senise, où il vit dans le plus complet isolement, se concentrant sur la lecture et l'étude. Il retourne enfin à Naples, comme avocat et poète. Enfin, il retourne mourir dans sa province natale, en 1859, d'une tuberculose.